# Saga (literatura)
Es coneix com a sagues un tipus d'obres literàries sorgides en l'Edat Mitjana, normalment entre els segles xii i xiv. Són narracions en prosa produïdes principalment a Islàndia, d'origen gairebé totalment anònim (encara que amb notables excepcions). Van tenir gran acceptació i influència que, avui dia, encara tenen a Islàndia, Noruega, Dinamarca i Alemanya.

## Origen de les sagues
Hi ha hagut discussió sobre l'origen de les sagues. Mentre que es creien nascudes en l'oralitat i la tradició popular, avui s'entén més comunament que l'origen de la saga es troba en la confluència de l'hagiografia i la historiografia.
Sigurdur Nordal ha defensat que són obres d'autor, encara que això no impedeix que l'escriptor es basi en fonts orals.

### Antecedents orals
Segons assenyala Borges:
| «                                                             | Aquest art va començar sent oral, sentir contes era un dels passatemps de les llargues vetllades d'Islàndia. Es va crear així, al segle x, una epopeia en prosa: la saga. La paraula és afí als verbs Sagen i say ('dir' i 'referir') en alemany i anglès. En els banquets, un rapsode repetia les sagues. | » |
| — Jorge Luis Borges, Antigues literatures germàniques , color | |   |

### Antecedents escrits
Abans de les sagues existia a Islàndia una considerable tradició de literatura cristiana que, encara que té característiques peculiars, encaixa plenament en la literatura europea de l'època.
Als relats de la vida de Maria o dels sants, van seguir les narracions dels primers bisbes cristians de l'illa, utilitzant un llenguatge barroc i un estil recarregat. Aquestes són les sagues de bisbes.
Obres destacades d'aquest gènere són la
 Mariu saga (Saga de la Mare de Déu), atribuïda a Kygri-Björn Hjaltason i escrita possiblement a principis del segle xiii. La Nidrstigningar saga (Saga del davallament als
inferns) existeix en manuscrits de la primera meitat del segle xiii. I les Postola Segur (sagues dels apòstols); el
primer manuscrit és de 1220, aproximadament. Gairebé tots aquests treballs eren còpies i reelaboracions d'obres anteriors.
Igualment, existia des del segle xii una considerable
tradició historiogràfica. Entre les primeres obres
produïdes a Islàndia, hi ha les històries del país o, més enrere, dels reis noruecs. És considerable la relació entre les sagues dels reis, amb marcat caràcter històric, i les primeres sagues dels islandesos, en què predomina l'element literari. El primer escriptor islandès conegut, Ari Thorgilsson el Savi, va ser historiador, autor d'un Íslendingabók (Llibre dels islandesos) i d'una primera versió del Landnámabók (Llibre de la colonització), en què es relaten els primers anys de l'ocupació d'Islàndia per colons noruecs. Igualment, Sæmundr el Savi va ser historiador, encara que les seves obres no hagin arribat fins a nosaltres.
La fusió d'aquests dos corrents es fa clarament visible en les primeres sagues de sant Olaf, que són alhora història i hagiografia. D'aquí va poder passar-se, en un breu lapse de temps, a la redacció d'històries d'altres reis no sants, d'època pagana fins i tot. El model fonamental per a les sagues dels islandesos ja estava format i només calia prendre com a protagonistes, en comptes de reis estrangers, grans personatges islandesos.
Posteriorment, van aparèixer altres sagues que prenien elements mitològics de l'antiguitat, per això s'anomenen sagues arcaiques o sagues de l'antiguitat, com la saga Volsunga.
Finalment, van sorgir a Islàndia les anomenades sagues cavalleresques o sagues mentideres, que incorporen elements i històries de la literatura europea, com les novel·les de cavalleries.

## Tipus de sagues
Globalment, se les coneix com a sagues nòrdiques, però, a causa del seu caràcter divers, se solen agrupar en:
- Sagues de bisbes (Biskupasögur), molt properes a l'hagiografia.
- Sagues dels reis (Konungasögur), molt properes a la historiografia.
- Sagues dels islandesos (Íslendingasögur), el gènere literari per excel·lència. Narra les vides d'herois o famílies d'Islàndia.
- Sagues arcaiques (Fornöld), en què abunda l'element mitològic.
- Sagues cavalleresques (Riddarasögur), sobre cavallers del sud d'Europa, en què abunda l'element llegendari (p. ex. la Karlamagnús saga).
- Sagues dels temps antics (Fornaldarsögur), obres islandeses de ficció tardanes, dels segles xiv-xv.
- Sagues de déus (Götersagas), que s'originen en la mitologia i l'èpica germàniques, segons Felix Genzmer.
- Sagues de paladins (Kämpensagas), que són sagues cavalleresques, però de contingut històric més o menys versemblant.

## Característiques

### L'estil
- Narració
- Ús de la prosa. El vers només apareix en poemes intercalats en la narració.

### Els personatges
- Són islandesos i noruecs, principalment, encara que apareixen destacadament altres escandinaus.
- No hi ha descripció psicològica, encara que el perfil s'intueix per les seves accions o per menció explícita de caràcters notables. Difereixen força de la majoria dels personatges de la literatura europea del mateix període.
- No són intrínsecament bons o dolents, presenten dues característiques.

### L'acció
- L'ordre és cronològic.
- No hi ha explicació dels motius que la inciten.

### L'ambient
- Ambientada a Islàndia, Noruega i Groenlàndia.
- Descripció toponímica detallada.

## La saga literària contemporània
També amb el nom de saga, es coneix en el món literari contemporani un conjunt de narracions, habitualment del gènere novel·lesc, entrellaçades mitjançant un argument central, cosa que dona origen a un univers literari, univers en el qual arriben, de vegades, a escriure altres autors a part de l'original. Com a exemple, la Saga de La Fundació, d'Isaac Asimov, un extens conjunt de novel·les i relats de ciència-ficció ambientats en un remot futur. Un altre exemple n'és El Senyor dels Anells, de Tolkien, un conjunt de tres novel·les del gènere fantàstic. Un altre exemple d'una saga fantàstica és l'heptalogia de Harry Potter, de J. K. Rowling, una sèrie de novel·les del gènere fantàstic.